# Bandera de Botsuana
La bandera de Botsuana consiste en un paño azul claro con una banda horizontal negra de bordes blancos. Fue adoptada el 30 de septiembre de 1966 para reemplazar la Union Jack y ha sido la bandera de la República de Botsuana desde que consiguió la independencia ese mismo año. Es una de las pocas banderas de África que no utiliza los colores del movimiento del Panafricanismo ni de un partido político.

## Banderas históricas

Bandera de Bechuanalandia (1885-1966)

## Simbolismo
La bandera es de color azul claro con una banda horizontal negra de bordes blancos. Las bandas tienen un radio de 9:1:4:1:9. El color azul representa el agua, específicamente la lluvia (pula en idioma setsuana), ya que es un recurso escaso en el país. Las bandas negra y blanca del centro representan la armonía racial y también se refieren a las cebras que sostienen el escudo nacional.